# Шоши, Маринглен
Маринглен Шоши (алб. Maringlen Shoshi; род. 29 января 1987, Фиери, Албания) — албанский футболист, центральный защитник.

## Карьера

### Клубная
Сыграл два матча Кубка УЕФА Интертото в составе команды «Беса». В январе 2012 был близок стать игроком клуба «Иртыш», но в итоге не смог закрепиться в рядах казахстанцев.

### В сборной
9 октября 2009 года дебютировал в сборной Албании в товарищеском матче против немецкого клуба «Гройтер Фюрт». Также ранее выступал в молодёжной сборной страны, за которую провёл 5 игр и забил один гол в ворота команды Азербайджана.